# Лошо момиче
„Лошо момиче“ е български игрален филм (трилър, спортен) от 2019 г.
Създаден е по сценарий и режисура на Мариан Вълев. Оператор е Антон Бакарски.

## Сюжет
Състезателка по художествена гимнастика става стриптийзьорка в нощен клуб и влиза в свят на секс, пари, дрога и бързи печалби. Жесток побой с тежка метална тръба едва не я убива.
Случаят я среща със следовател в полицията - болен и не много свободен. Двамата нямат желание да си говорят - видели са доста. Около тях е действителността със скрити лица. Разкриването им е „забранено“ до смърт....

## Актьорски състав
| В главните роли         | Изпълнител            |
| ----------------------- | --------------------- |
| Жанета                  | Любомира Башева       |
| Йоана                   | Елена Телбис          |
| Ирена                   | Станислава Армутлиева |
| инспектор Никола Марков | Деян Донков           |
| Бейби                   | Дария Симеонова       |
| Мария                   | Диляна Попова         |
| червенокосия            | Христо Пъдев          |
| Калина                  | Ели Колева            |
| бащата на Жанета        | Велислав Павлов       |
| Дебелия                 | Иво Кръстев           |
| Ковачев                 | Георги Кадурин        |
| Неви                    | Невяна Владинова      |
| Катя                    | Катрин Тасева         |
| Бубето                  | Боряна Калейн         |
| Ерчето                  | Ерика Зафирова        |
| Петя                    | Петя Борисова         |
| Галатея                 | Галатея Герова        |
| член на журито          | Бранимира Маркова     |
| себе си                 | Илиана Раева          |

## Награди
- Специално отличие за дебютен пълнометражен филм на фестивала „Златна роза“ (Варна, 2019).[2]